# Memleben

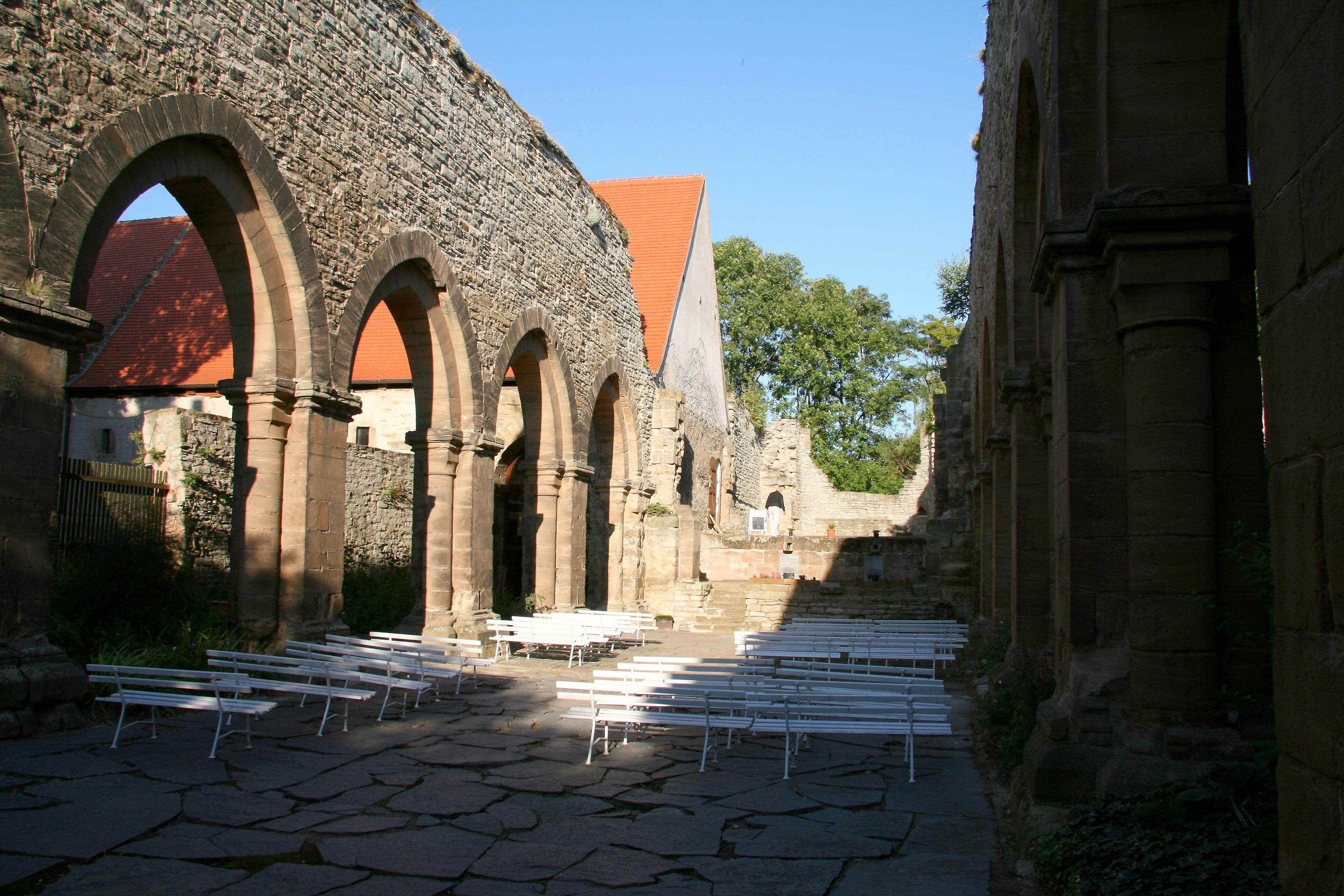
Ruine ale mănăstirii

Memleben este o comună din landul Saxonia-Anhalt, Germania.